# Joycea
Joycea es un género  de plantas herbáceas de la familia de las poáceas. Es originario de Australia.

## Etimología
El nombre del género fue otorgado en honor de Joyce Vickery, un importante agrostólogo de Sídney.

## Citología
El número cromosómico básico del género es x = 6, con números cromosómicos somáticos de 2n = 12, hay  una serie poliploide.

## Especies
- Joycea clelandii
- Joycea lepidopoda
- Joycea pallida